# Thomas Völk (Politiker)
Thomas Völk (* 20. Juli 1812 in Eismannsberg; † 7. Januar 1877 in Türkheim) war ein deutscher Geistlicher, Politiker und Mitglied in der bayerischen Kammer der Abgeordneten.
Völk vertrat in der 9. Wahlperiode (17. und 18. Landtag/1855–1858) den Wahlbezirk Augsburg in der bayerischen Kammer der Abgeordneten. Im 19. Landtag wurde er nicht gewählt. In der 10. und 11. Wahlperiode (20. – 22. Landtag/1861–1869) war er Abgeordneter für den Wahlbezirk Kaufbeuren.